# Joubinella traditor
Joubinella traditor is een vlokreeftensoort uit de familie van de Phoxocephalidae. De wetenschappelijke naam van de soort is voor het eerst geldig gepubliceerd in 1932 door Pirlot.